# Zulma E. Rúgolo
Zulma E. Rúgolo de Agrasar (1940 -) és una botànica argentina. És investigadora de l'Institut de Botànica Darwinion, i professora a la Facultat d'Agronomia de la Universitat Nacional de la Pampa. Posseeix un doctorat en Ciències Biològiques.

## Algunes publicacions
- 1974. Las especies del género Digitaria (Gramineae) de la Argentina. Darwiniana 19 :65-166
- Sulekic, Antenor A.; Rugolo, Zulma E. 2006 Una nueva especie de Gymnopogon (Poaceae, Cynodonteae) para la Argentina. Darwiniana 44 (2) : 504-507. ISSN 0011-6793

### Llibres
- elisa g. Nicora, zulma e. Rúgolo de Agrasar. 1987. Los géneros de gramíneas de América Austral: Argentina, Chile, Uraguay y áreas limítrofes de Bolivia, Paraguay y Brasil. Ed. Hemisferio Sur. 611 pp.
- zulma e. Rúgolo de Agrasar, Molina, ana m. 2002. El género Lachnagrostis (Gramineae: Agrostideae) en América del Sur. En Freire-Fierro, A. & D. A. Neill (eds.). La Botánica en el Nuevo Milenio, Memorias del III Congreso Ecuatoriano de Botánica. Publicaciones de la Fundación Ecuatoriana para la Investigación y el Desarrollo de la Botánica FUNBOTANICA 4. Quito. 260 pp.
- 2004. Gramíneas ornamentales. Volumen 1 de Plantas de la Argentina : silvestres y cultivadas. Ed. Lola. 336 pp. ISBN 9509725587
- -----------, pedro e. Steibel, héctor o. Troiani. 2005. Manual ilustrado de las gramíneas de la provincia de La Pampa. Ed. UNLaP. 359 pp. ISBN 950863068X
- Molina, ana maría; zulma e. Rúgolo. 2006. Flora Chaqueña Argentina (Formosa, Chaco y Santiago del Estero): Familia Gramíneas. Colecc. Científica Inst. Nac. Tecnol. Agropecuaria. 23: 848 pp. ISBN 9875212210
- stephen a. Renvoize, andrea s. Vega, zulma e. Rúgolo de Agrasar. 2006. Flora of Ecuador: Subfam. Panicoideae, Volumen 78, Parte 3. Ed. Swedish Research Council Publ. House. 218 pp. ISBN 9185529001
- Vega, a.s.; z.e. Rúgolo de Agrasar. 2007. Taxonomic novelties and synopsis of the genus Digitaria (Poaceae, Panicoideae, Paniceae) in Central America. Darwiniana 45 (1): -119
- 2008. Gramineae VII: Pooideae, agrostideae, Meliceae, Phalarideae, Poëae, Stipeae. Volumen 38 de Flora del Paraguay. Ed. Conservatoire et Jardin botaniques de la Ville de Genève. 98 pp. ISBN 2827705400